# Eurypygiformes
Az Eurypygiformes a madarak (Aves) osztályának egyik rendje, amelybe két élő család tartozik. Ennek az újonnan létrehozott rendnek a családjai, korábban a darualakúak (Gruiformes) közé voltak sorolva.

## Rendszertani besorolásuk és kifejlődésük
E rend pontos rendszertani besorolása még nincs tisztázva; de két gondwanai származású madárcsaládot csoportosít. Az egyik család Közép- és Dél-Amerikában, míg a másik család Új-Kaledóniában fordul elő. Mindkét család fajait alaktani szempontból a darualakúak előtt a gémfélék (Ardeidae) közé helyezték.
2014-ben Jarvis és társai DNS-vizsgálatokat végeztek a mai madarak körében; felfedezésüket a „Whole-genome analyses resolve early branches in the tree of life of modern birds” (A genom teljes vizsgálata meghatározza a modern madarak családfájának a korai ágait) című írásban adták ki. Ebből a kutatásból kitudódott, hogy a guvatgém (Eurypyga helias) és a kagu (Rhynochetos jubatus) nem tartoznak a darualakúakhoz, sőt közelebbi rokonságban állnak a tengeri trópusimadár-félékkel. A két rokon klád együttvéve az alapja az úgynevezett „alapi vízimadár”, az Aequornithes nevű csoportnak. E csoport megalkotásával a Metaves elmélet érvényét vesztette.

## Rendszerezésük
A rendbe az alábbi 2 család tartozik:
- guvatgémfélék (Eurypygidae) Selby, 1840 - 1 faj
- kagufélék (Rhynochetidae) Carus, 1868 - 2 faj

## Fordítás
- Ez a szócikk részben vagy egészben  az   Eurypygiformes című angol Wikipédia-szócikk ezen változatának fordításán alapul.  Az eredeti cikk szerkesztőit annak laptörténete sorolja fel. Ez a jelzés csupán a megfogalmazás eredetét és a szerzői jogokat jelzi, nem szolgál a cikkben szereplő információk forrásmegjelöléseként.